# Aborto indevido
O termo aborto indevido refere-se a um Aborto que a mulher grávida realiza em decorrência de conduta negligente ou maliciosa por parte de um médico ou profissional de saúde.

## Tipos de aborto indevido
Há pelo menos dois casos típicos de aborto indevido:

### Informação incorreta sobre a gravidez
Em um caso do primeiro tipo, uma mulher grávida busca aconselhamento médico quanto aos possíveis perigos relacionados à continuação de sua Gravidez. O orientador alega erroneamente que a gravidez oferece riscos substanciais à mulher, e ela opta então por realizar um aborto. Posteriormente, verifica-se que as informações fornecidas estavam incorretas.

### Informação incorreta sobre a saúde do feto
Em um caso do segundo tipo, a mulher busca orientação quanto à saúde e integridade física de seu Feto (veja Aconselhamento genético e Diagnóstico pré-natal), e decide realizar um aborto após ser informada de que o feto está deformado ou incapacitado. Também nesse caso, percebe-se mais tarde que a informação estava errada.

## Termos análogos

### Gravidez/concepção indevida
"Aborto indevido" é comparável a outros tipos de erro médico. Uma categoria de erro médico relacionado ao parto consiste em casos em que a negligência do réu resultou no nascimento de uma criança saudável, porém indesejada. A negligência pode manifestar-se na fabricação, fornecimento ou instalação de contraceptivos; na realização de vasectomia ou laqueadura; ou na execução de um aborto. Esses casos são geralmente chamados de "gravidez indevida" (ou "concepção indevida", quando apropriado). De certa forma, representam uma imagem espelhada dos casos de aborto indevido, embora não sejam reflexos exatos. Em casos de gravidez indevida, a negligência do médico torna impossível a vontade dos pais, enquanto nos casos de aborto indevido a negligência do médico instiga, mas não obriga, uma decisão que se revela inconsistente com essa vontade.

### Nascimento/vida indevidos
Outra categoria de erro médico relacionado ao parto, mais diretamente relacionada ao aborto indevido, consiste em casos nos quais uma mulher busca aconselhamento médico quanto à saúde do feto e decide conceber ou continuar a gravidez ao receber a informação de que o feto não nascerá com deficiências congênitas, declaração que depois se prova incorreta. A ação judicial dos pais por suas perdas é denominada "Nascimento indevido", enquanto a ação do próprio infante por suas perdas é chamada "Vida indevida". O nascimento indevido é um reflexo mais preciso do aborto indevido. No primeiro caso, trata-se da não prevenção do nascimento de uma criança indesejada, ao passo que, no segundo, da prevenção do nascimento de uma criança desejada. Em ambos os casos, a negligência do réu não torna fisicamente impossível o cumprimento da vontade dos pais, mas instaura uma decisão que se mostra inconsistente com essa vontade.